# Caesar Baronius
Caesar Baronius, eigenlijk Cesare Baronio geheten (Sora, 31 oktober 1538 – Rome, 30 juni 1607) was een Italiaans historicus en rooms-katholiek kardinaal.
Baronio studeerde rechten in Napels en Rome. Hij trad toe tot de orde van de Oratorianen, gesticht door de heilige Philippus Neri. Hij werd in 1593 de generaal-overste van deze orde. Zijn verdiensten voor de kerk kregen in 1596 erkenning met de benoeming tot kardinaal. In 1597 werd hij prefect van de Vaticaanse Bibliotheek. Hij was een belangrijke raadgever van paus Clemens VIII.

## Biografie
Baronius behoorde tot de richting van de zogenoemde positieve theologie. Deze richting bestreed de reformatie van Maarten Luther. Aan katholieke zijde keerde men net als de protestanten terug tot de bronnen van het geloof en greep men terug op de vroege kerk. Baronius behoorde tot de verdedigers van de besluiten van het concilie van Trente. Zijn geschiedkundige hoofdwerk Annales Ecclesiastici, waaraan hij in 1577 begon, is een weerlegging van het protest van de Reformatie zoals de Maagdenburger Centuriatoren, een protestants geschiedkundig collectief rond M. Flaccius Illyricus, hadden betoogd. Baronius werkte ook mee aan de herziening van het Martyrologium Romanum, het overzicht van de erkende heiligen, en het Romeinse brevier. De Annales verschenen tussen 1588 en 1607 in druk. Baronius schiep hiermee het lang verwachte werk ter verdediging van de Rooms-Katholieke Kerk en haar historische aanspraken. Hij erkende wel dat de Donatio Constantini een vervalsing is.

## Invloed op de architectuur

### Architectuur in de Annales Ecclesiastici
De architectuur speelt een zeer belangrijke rol in de argumentatie van Baronio in deze kerkelijke jaarboeken. Hij gebruikt het als een middel om de continuïteit van de Rooms-Katholieke Kerk te bewijzen. Baronio wijst op de minimale veranderingen in de kerkelijke architectuur om dit aan te tonen. De kerngedachte die hij opwekt is ‘Semper Eadem’ of ‘altijd hetzelfde’. Bijzonder hierbij is dat Baronio met zijn werk geen grote verandering in de architectuur wil teweegbrengen maar net het tegenovergestelde; hij wil aantonen dat er ‘helemaal niets’ is veranderd, en dat de kerkelijke architectuur dus nog steeds trouw was aan zijn originele principes.

### Restauraties vanSanti Nereo e AchilleoenSan Cesareo De Appia
In deze context moeten we ook de bredere restauratiebeweging van de 17e eeuw zien. De gerestaureerde kerken dienden als overtuigend bewijs dat de Kerk, inclusief de kerkarchitectuur, altijd trouw was gebleven aan haar oorsprong. Het was tevens een krachtig tegenargument tegen het verwijt dat de katholieken een heidense kerkarchitectuur ondersteunden.
In dit perspectief moeten we ook de twee restauratieprojecten van Baronio bekijken. Het is belangrijk om te onthouden dat de vele restauraties van die tijd (inclusief die van Baronio) werden uitgevoerd met een specifiek doel: ze dienden als medium om de boodschap van de Contrareformatie te verspreiden. Op deze manier kunnen we de restauraties van Baronio beschouwen als een voortzetting van zijn Annales Ecclesiastici, zij het met een ander beoogd publiek. Met zijn Annales richtte Baronio zich op een internationaal, select publiek, terwijl zijn restauraties indruk moesten maken op de lokale bevolking en pelgrims.
Bij het bestuderen van de twee gerestaureerde kerken is het interessant om te kijken naar de aspecten van het gebouw vanuit hun beoogde betekenis, eerder dan specifieke architecturale kwaliteiten zoals licht en materialen. 
Baronio had immers nooit de intentie om de twee kerken in hun oorspronkelijke staat te herstellen, ondanks de opdracht om "vroegchristelijke kerken te herstellen en te tonen".
Elke ingreep had een diepere betekenis om de vroegchristelijke traditie explicieter te laten zien. Zowel bij de restauratie van zijn titelkerk 'SS. Nereo ed Achilleo' als bij 'San Cesareo De Appia' liet Baronio zich inspireren door veel meer dan alleen de oorspronkelijke gegevens van de kerken.

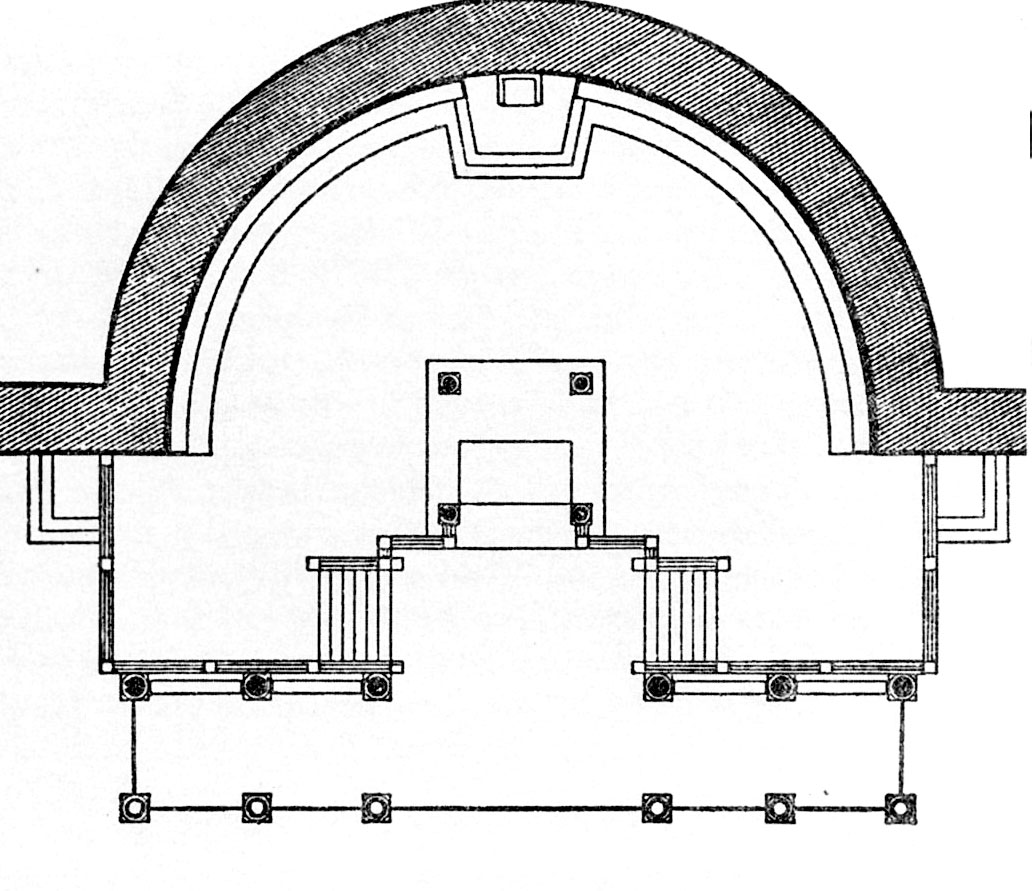
Afb. 1:Plan van het koorgedeelte van de oude Sint-Pieters Basiliek

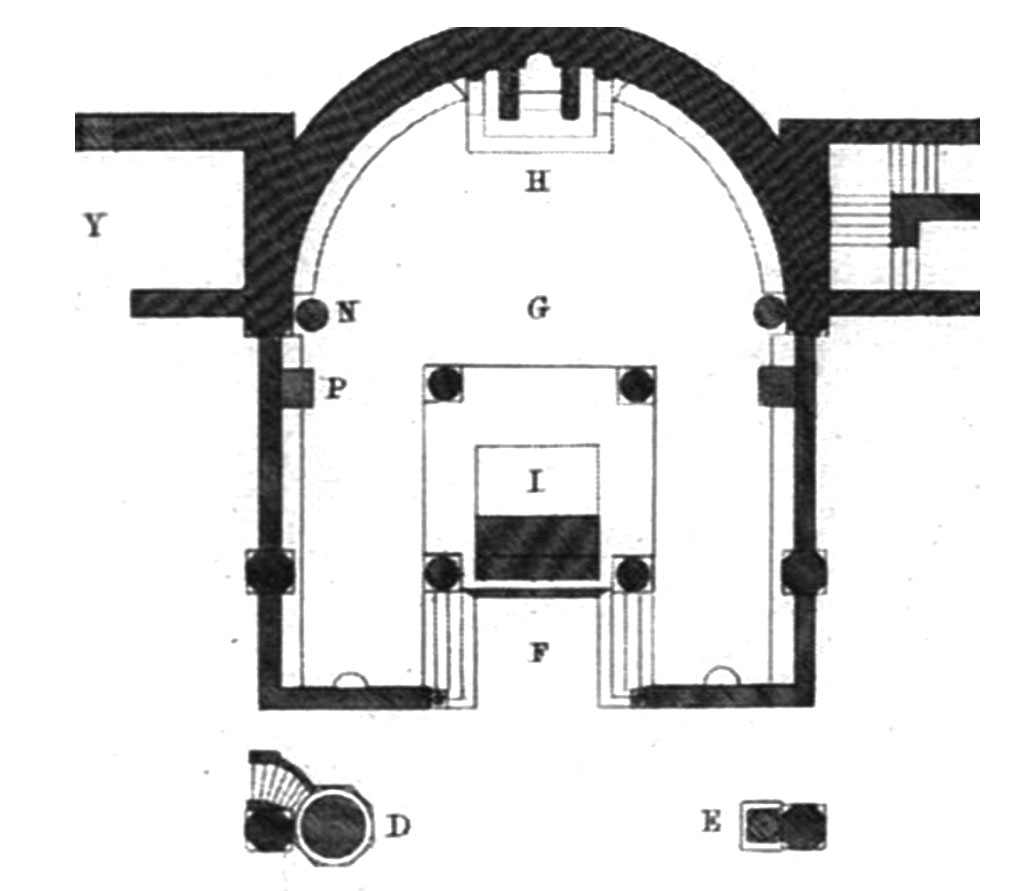
Afb. 2:Plan van het koorgedeelte van Santi Nereo e Achilleo

Een belangrijke bron van inspiratie was de oude Sint-Pietersbasiliek, gebouwd in het begin van de 4e eeuw en een zeer invloedrijk werk uit de vroegchristelijke bouwperiode. Als we het koor van deze kerk (afb. 1) vergelijken met dat van 'Santi Nereo e Achilleo' (afb. 2) en 'San Cesareo De Appia', zien we sterke overeenkomsten. Baronio besefte het historische belang van de oude Sint-Pietersbasiliek als een vroegchristelijk voorbeeld en wilde deze informatie behouden. Bovendien was het koor van de oude Sint-Pietersbasiliek ontworpen met het oog op de opstelling van heilige relieken, wat ook een belangrijke factor was voor het aantrekken van pelgrims.
Een tweede bron van inspiratie voor Baronio was de Vaticaanse Bibliotheek, waarvan hij sinds 1597 de prefect was. Hoewel hij deze informatie voornamelijk heeft toegepast in zijn Annales, verwijst hij in de motivering van zijn restauratiekeuzes vaak naar passages over architectuur uit zijn Annales. 
Hij maakt bijvoorbeeld gebruik van citaten van Eusebius over de bijdrage van kerken in de regio van Jeruzalem en beschrijvingen van Gregory van Nazianzus over zijn eigen kerken.
Ten derde was Baronio zich bewust van de symbolische waarde van de Tempel van Salomo. Hoewel deze tempel geen vroegchristelijk voorbeeld is, heeft hij een grote invloed gehad op de geschiedenis van de kerk. Baronio verklaart hierover:

Voor wat betreft de structuur van kerken zijn hun afzonderlijke delen zo gerangschikt dat ze, voor zover mogelijk om het grootste van alle dingen in iets kleins te representeren, lijken op de tempel van Jeruzalem: kerken hebben namelijk een voorportaal, atrium, priesterkoor en uiteraard een heilige der heiligen.
— Caesar Baronio

Enkele jaren later beschreef Villapando in zijn trilogie over de Tempel van Salomo de verbanden tussen Baronio's restauraties en de tempel van Salomo.
Een andere invloed is duidelijk zichtbaar in het interieur. Vaak was het niet mogelijk om de oorspronkelijke bekleding volledig te herstellen, waardoor Baronio genoodzaakt was om deze weg te laten. Dit bood hem echter de mogelijkheid om de nieuwe bekleding te gebruiken voor communicatie met de bezoekers. Voor het mozaïek op de gewelfschelp van Santi Nereo e Achilleo liet hij zich inspireren door S. Stefano de Rotondo, ook een voorbeeld van vroegchristelijke architectuur.
Het is echter belangrijk om te beseffen met welk doel Baronio deze restauraties uitvoerde. Naast het historische aspect was hij zich ook sterk bewust van de kracht van moderne technieken om mensen te overtuigen. De restauraties moesten niet alleen aantonen dat de kerk trouw bleef aan haar oorsprong, maar moesten ook passen binnen de hedendaagse architectuur. Een voorbeeld hiervan is het gebruik van optische illusie in het eerder genoemde mozaïek. Een ander voorbeeld is te zien in het fresco "Heilige Gregorius geeft zijn 28ste preek", waarin de personages gekleed zijn in 16e-eeuwse kleding, ondanks dat het tafereel zich afspeelt aan het einde van de 6e eeuw.
- Bibsys: 11074247
- Biblioteca Nacional de España: XX847041
- Bibliothèque nationale de France: cb12496266x (data)
- Catàleg d'autoritats de noms i títols de Catalunya: 981058523770906706
- CiNii: DA0597731X
- Gemeinsame Normdatei: 118506668
- International Standard Name Identifier: 0000 0001 2122 452X
- Library of Congress Control Number: n85195776
- Nationale Bibliotheek van Tsjechië: mzk2006363502
- Nationale bibliotheek van Australië: 35799050
- Nationale Bibliotheek van Israël: 987007298851105171
- Nationale Bibliotheek van Polen: a0000001182391
- Nationale en Universitaire bibliotheek Zagreb: 000133407
- Nederlandse Thesaurus van Auteursnamen: 069639205
- Réseau des bibliothèques de Suisse occidentale: 02-A005494390
- Istituto Centrale per il Catalogo Unico: BVEV019215
- LIBRIS: 247351
- SNAC: w6kp8gcr
- Système universitaire de documentation: 034178023
- Trove: 1092548
- Union List of Artist Names: 500093436
- Virtual International Authority File: 17326794
- WorldCat: E39PBJfmjG9MkFqttRCrfcYHG3